# Anamorphose
Cet article concerne la déformation d'une image. Pour les autres utilisations de ce mot, voir Anamorphose (homonymie).
Une anamorphose (du grec αναμορφωειν anamorphoein, « transformer ») est le résultat de la projection frontale d’une image sur une surface non perpendiculaire à l’axe de projection. L’image projetée en épousant le modelé de la surface devient une image déformée appelée anamorphose. Par l’anamorphose une simple image (2D) devient une image en relief (3D) donnant à voir une image différente de l'image initiale. Par exemple : Une ellipse est l’anamorphose d’un cercle. De même qu’une ombre est l'anamorphose d’une silhouette d’un ou de plusieurs élément(s) projeté(s) par une source de lumière sur une surface quelconque.
Par nature la vision d’une image est unique or l'anamorphose offre des visions multiples. La vision sans déformation de l’image n’est possible que depuis le point de projection initial. L'observateur peut dans son déplacement de façon réversible voir la transformation de l'image initiale depuis le point de projection vers d'autres points latéraux de l’axe de projection. La dynamique de déplacement de l'observateur fait de l’anamorphose une image en mouvement ou crée un mouvement dans l’image. L'ambiguïté sur la perception des images et des choses étudiée et utilisée par de nombreux artistes et philosophes fascine et pose le doute sur notre perception de la Réalité.
L’anamorphose est une illusion d’optique ou plutôt un trompe esprit, ce qui ne veut pas dire que toutes les illusions d’optiques sont des anamorphoses.
L'anamorphose répond aux règles mathématiques appliquées à la perspective mais en est l'une de ses aberrations qui montre les limites de l'application de ses règles mises en évidence à la renaissance par Piero della Francesca.
En interposant des miroirs (plans, coniques, cylindriques, pyramidaux, etc.) dans l'axe de projection nous obtenons des anamorphoses avec des déformations dynamiques étonnantes. L'image non déformée est visible uniquement dans le reflet du miroir depuis le point de projection initial.
L'anamorphose n'a pas d'échelle et peut être réalisée sur des surfaces de tailles différentes tel qu'un papier, une toile, un murs ou un sol sous la forme de dessin, de peinture mais elle peut prendre aussi prendre l'apparence de volumes sous la forme de sculptures, d'architectures ou de jardins.
La maîtrise de la technique de l'anamorphose permet aujourd'hui de projeter des images vidéos sur la façade d'un immeuble sans déformation. Après avoir réalisé au préalable un relevé précis de la façade pour la modéliser en 3D, les images vidéos à projeter seront déformées en 3D en fonction de la modélisation tel un modelage négatif (en anglais : mapping). Lors de la projection des images vidéos anamorphosées sur la façade (positive) les 2 effets s'annulent. Ainsi les images vidéos perçues apparaitront non déformées comme si elles étaient projetées sur une surface plane tel un écran de cinéma.

## Application artistique

### Anamorphose classique
D'après l'historien Jurgis Baltrušaitis, l'anamorphose est une particularité déviante de la perspective : « La perspective est généralement considérée, dans l’histoire de l’art, comme quelque chose de réaliste restituant la 3e dimension. C’est avant tout un artifice qui peut servir à toutes les fins. Nous en traitons ici le côté fantastique et aberrant : une perspective dépravée par une démonstration logique de ses lois. »

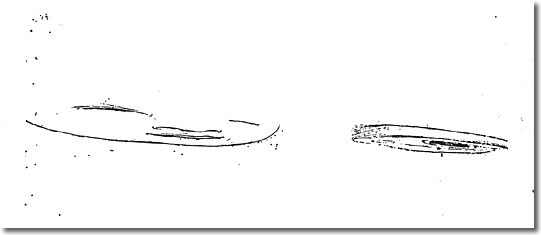
On connaît, de Léonard de Vinci, cette anamorphose d’un visage d’enfant et d’un œil (1485, Codex Atlanticus). À droite, vue contractée depuis le côté droit, "désanamorphosée".

La peinture Les Ambassadeurs de Hans Holbein le Jeune contient près de la base de la toile l'anamorphose d'un crâne, qui est en fait une vanité. On ne peut voir le crâne qu'en regardant le tableau avec une vue rasante.
|  |  |  |

Parfois, ce n'est pas le centre de la représentation qui est déformé, mais ses extrémités, afin de donner l'impression que la surface du tableau n' est pas strictement plane. L'exemple le plus connu de ce type d'anamorphoses « inversées » est l'Autoportrait dans un miroir convexe de Parmigianino (vers 1524).

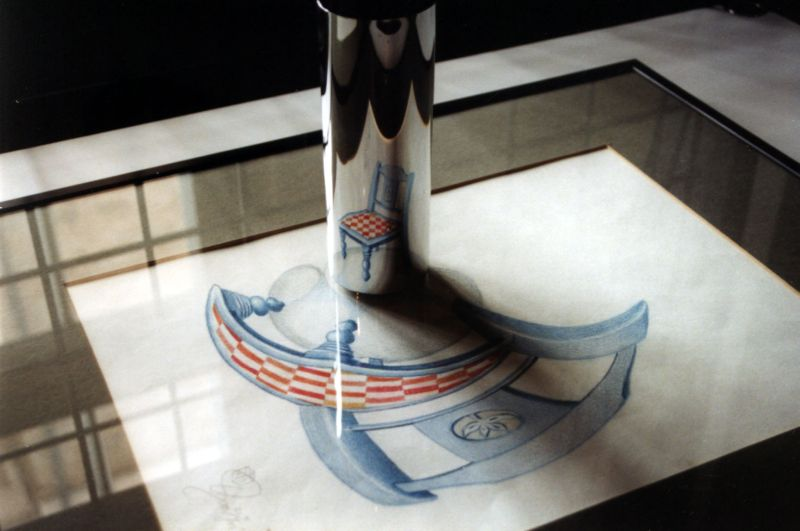
Anamorphose à miroir

Il s'agit dans ces deux cas d’anamorphoses directes. Il existe aussi d’autres types d’anamorphoses, où l’on interpose un miroir conique ou cylindrique entre le regard et la peinture qui, déformée, s’y reconstitue. C'est notamment le cas des anamorphoses chinoises datant de l’époque Ming (1368 à 1644).

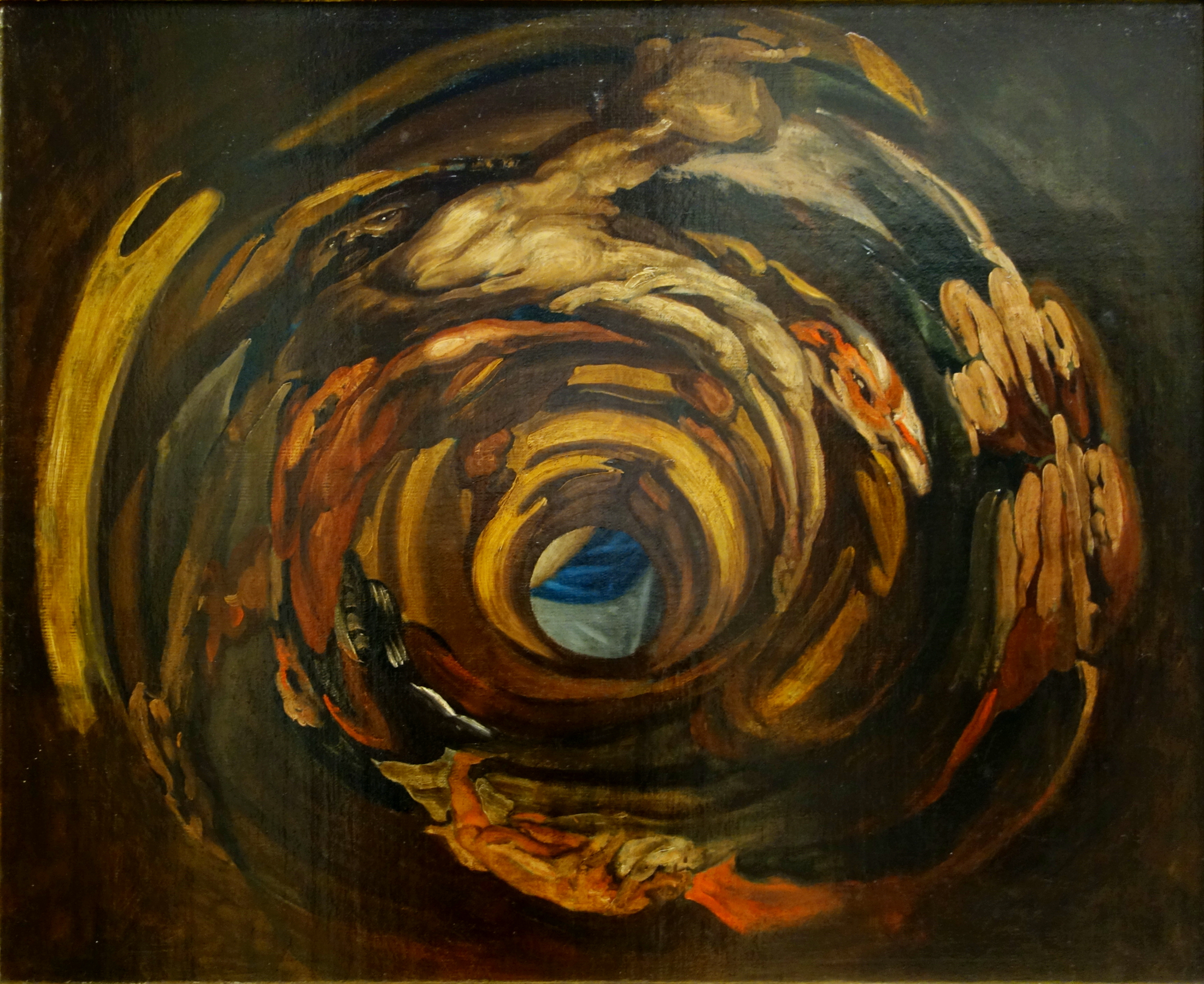
Anamorphose d'après l'Érection de la Croix de Rubens de Domenico Piola, Musée des beaux-arts de Rouen.

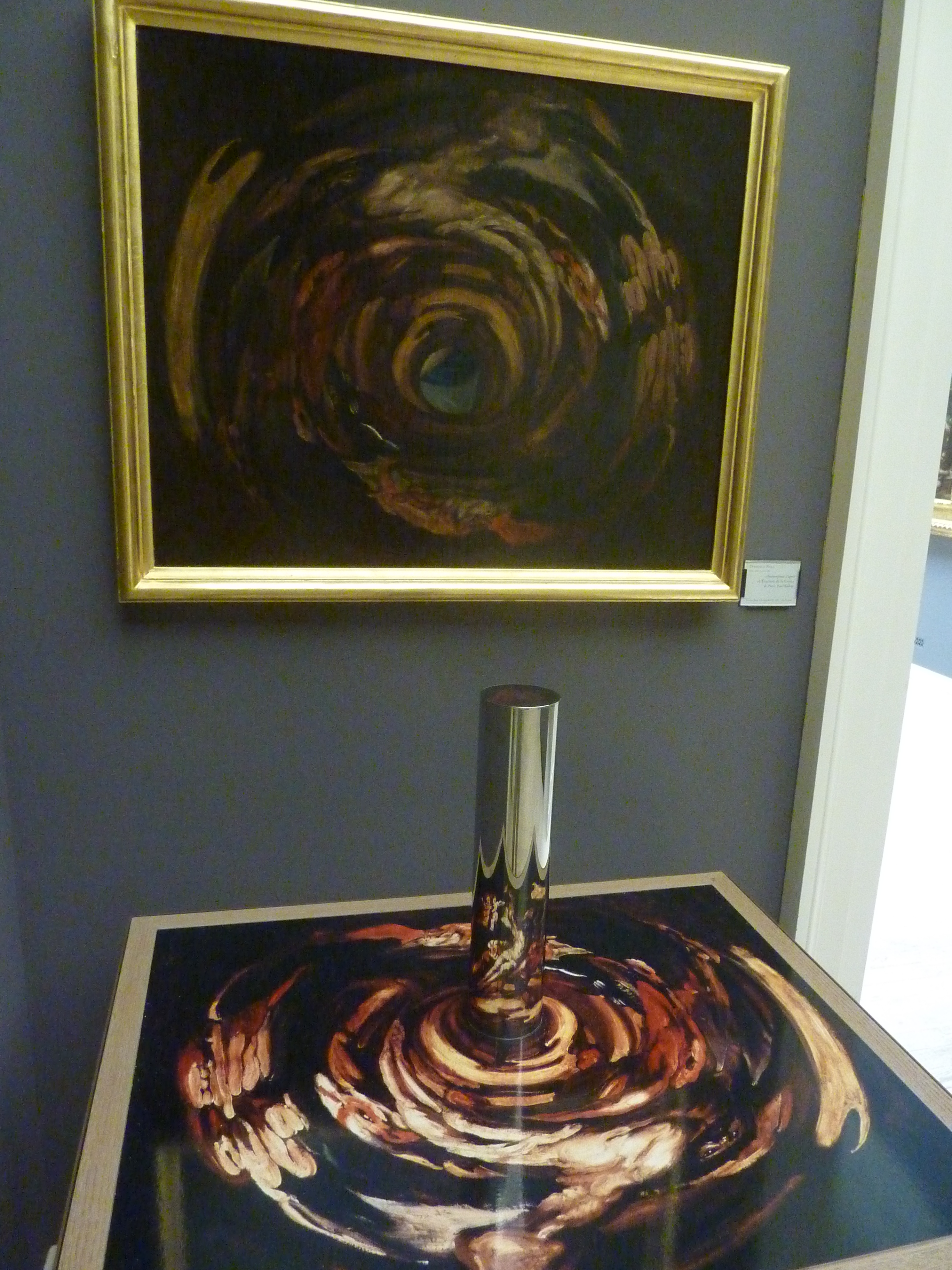
Le tableau précédent (accroché) ainsi qu'une reproduction munie d'un miroir cylindrique

Les anamorphoses à miroir permettent, grâce à l'interposition d'un miroir cylindrique ou conique, de faire apparaître une image qui est la réflexion d'une image déformée conçue à cet effet. L'image déformée est peinte sur une surface plane autour d'un emplacement  prévu du miroir ; ce n'est qu'en y installant le miroir que l'image apparaît non déformée sur la surface de celui-ci. Répandu au XVIIe et XVIIIe siècles, ce procédé d'anamorphose a permis de diffuser caricatures, scènes érotiques et scatologiques, scènes de sorcellerie et grotesques qui se révélaient pour un public confidentiel lorsque le miroir était positionné sur la peinture.
Parmi les peintres qui ont utilisé l'anamorphose, on peut par ailleurs citer Félix Labisse ou Salvador Dalí. De nos jours, cette technique classique a été remise au goût du jour par le marqueteur et sculpteur sur bois franc-comtois Pierre Beuchey.
On peut aussi mentionner l'anamorphose pratiquée par Sergent-Marceau dans son portrait de Émira Marceau, à une époque où celle-ci n'était pas encore son épouse : visage d'homme en bas à gauche, confondu avec une bougie.

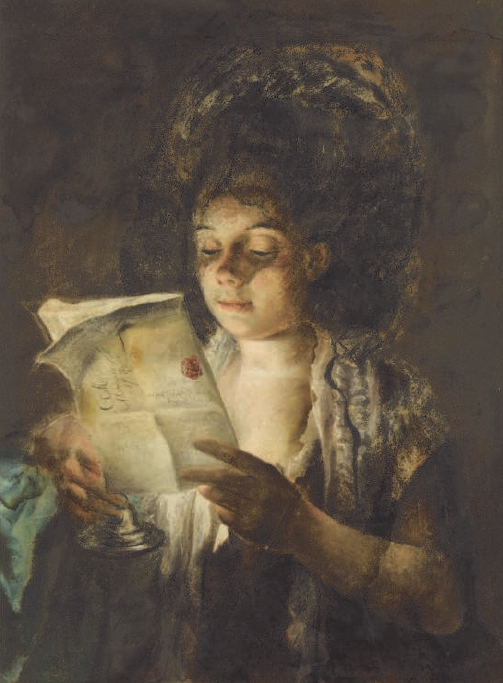

### Anamorphose contemporaine

#### Trompe-l'œil architectural

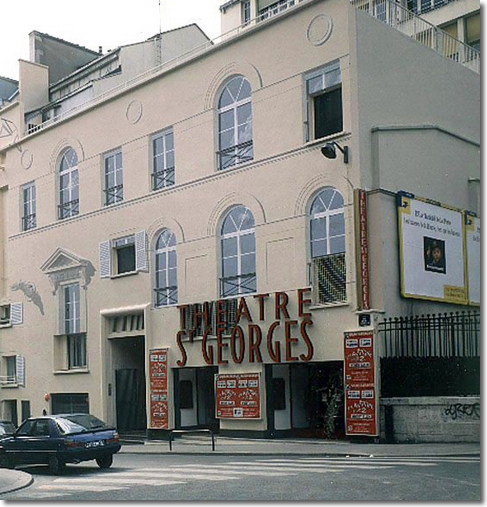
Trompe-l'œil en façade.

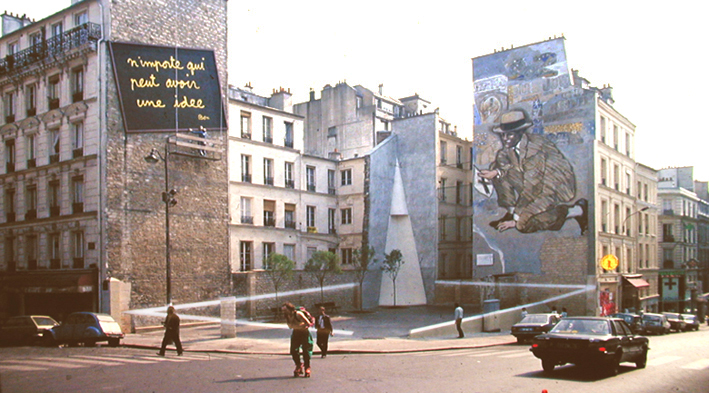
Un carré pour un square, Jean-Max Albert 1988

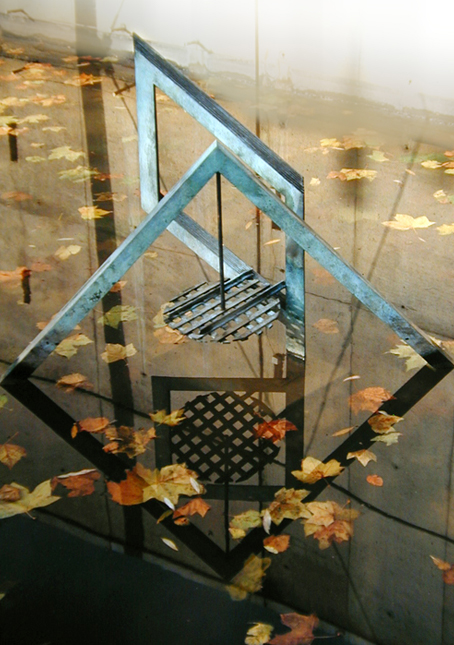
Jean-Max Albert, Reflet anamorphose, Sculpture en bronze, Parc de la Villette.1985

Les principales utilisations modernes de l'anamorphose interviennent dans le domaine du trompe-l'œil. Elles consistent à peindre d'une façon déformée et calculée une image qui se reconstituera, vue d'un point de vue préétabli, et donnera à la peinture murale une impression de relief et donc de réalité spatiale.
Vue de la petite place Saint-Georges à Paris, un peu plus haut, le spectateur découvre une façade d'immeuble avec fenêtres en arcades et à fronton, volets. Mais toute cette architecture apparente (moulurations, corniches, ombres portées, vitrages et reflets) est fictive, uniquement picturale, sans réalité volumétrique ; elle n'est que la résultante visuelle de l'opération que produit l'anamorphose. L'image « anamorphosée » du théâtre paraît évidente de ce point de vue privilégié, mais au déplacement l'image tend à se déformer.
L'occasion de créer une anamorphose nécessite une étude des circonstances scénographiques et topographiques satisfaisantes et un choix de points de vue obligés et privilégiés.
Ci-contre, un carré pour un square, une anamorphose réalisée par l’artiste Jean-Max Albert pour la Place Fréhel en 1988. Le tracé d’un carré vu en perspective vient s’inscrire dans le site de la place. Il est constitué par un ensemble de lignes formées d'étroites plaques de marbre de Carrare imbriquées dans les murs des immeubles riverains. Un muret en maçonnerie a été créé, ainsi qu'un pilier de pierre de taille destiné à former l’angle gauche du « carré ». Les vestiges d'une ancienne construction ont été préservés et servent aussi de support au dessin du carré virtuel.
Par le même artiste, un autre exemple, dont le point de vue obligé est indiqué par l'une des sculptures de visées du parc de la Villette. Une anamorphose cette fois constituée par le reflet d'un assemblage en bronze. Le reflet montre discrètement l'imbrication d'un cercle dans un carré dans un triangle en référence au plan directeur de Bernard Tschumi, architecte du parc. Il est à noter que ce dispositif permet exceptionnellement de voir simultanément l’objet d’origine et son effet visuel ou, si l'individu le veut, la possibilité d’apprécier en même temps l’image formée et sa déformation.
Une autre variante de cette technique a été réalisée par l’artiste Cinzia Pasquali pour décorer le tunnel autoroutier du Duplex A86. Sa fresque évoque le Roi-Soleil, dont la tête d’Apollon aux cheveux flamboyants a été déformée à 400 % pour permettre aux automobilistes de la section Vélizy-Villacoublay – A13 du tunnel d’avoir une perception globale de l’œuvre à une vitesse maximale de 70 km/h.
Ci-dessus, la façade en trompe-l'œil du théâtre Saint-Georges, réalisée par Dominique Antony.
Au printemps 2016, une anamorphose de la Pyramide du Louvre a été réalisée à Paris par l'artiste photographe JR. Ce dernier a plaqué une photo de la partie du Pavillon Sully, se trouvant derrière la pyramide, sur la face avant. En se plaçant en un point particulier sur le parvis, la perspective réalisée permet de faire coïncider la photo de la partie cachée du pavillon, avec le reste du bâtiment, masquant ainsi la Pyramide.

#### Anamorphose ludique
La technique peut également servir un objectif plus ludique, rappelant les utilisations classiques, et cacher dans une image des éléments à découvrir.

Selon Dominique Antony, auteur de l'anamorphose ci-dessous : 
« L'image inattendue jaillit vers le regard ébahi du spectateur. C’est un secret et celui qui l'a découvert, le garde ou le divulgue...

Cette scénographie de l'anamorphose utilise les ressources et les contraintes de l’architecture pour créer un rapport magique avec celui que, soudain, l'anamorphose rencontre. »
L'anamorphose est aussi le phénomène des miroirs déformants que l'on trouve dans les animations de foire.

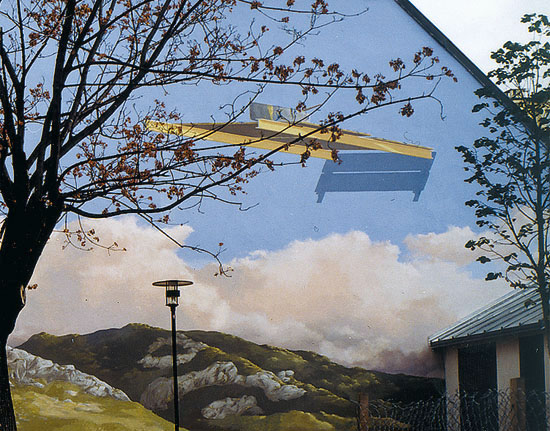
Cette forme étrange flottant dans le ciel, cachée par les ramures de cet arbre a été peinte pour un autre point de vue. Ici, l'anamorphose telle qu'elle est peinte…
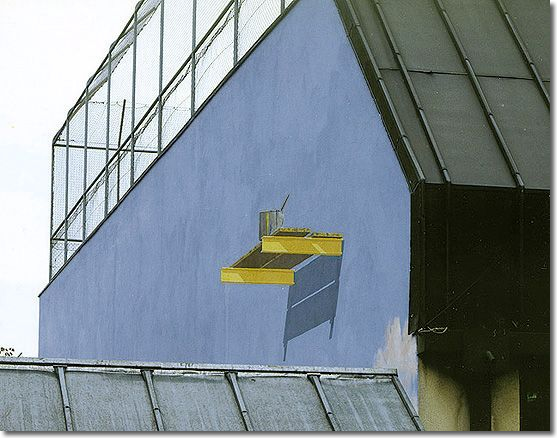
… là, telle qu'elle apparaît de l'autre côté du petit bâtiment sur la droite, révélant de ce point d'observation un échafaudage planté dans le mur, deux planches, un pot de peinture oublié là-haut…

#### Anamorphose 3D
Un procédé informatique développé en 2010 par Rodrigue Pellaud permet de projeter des animations 3D en dissociant le point de vue du spectateur du point de vue de projection.

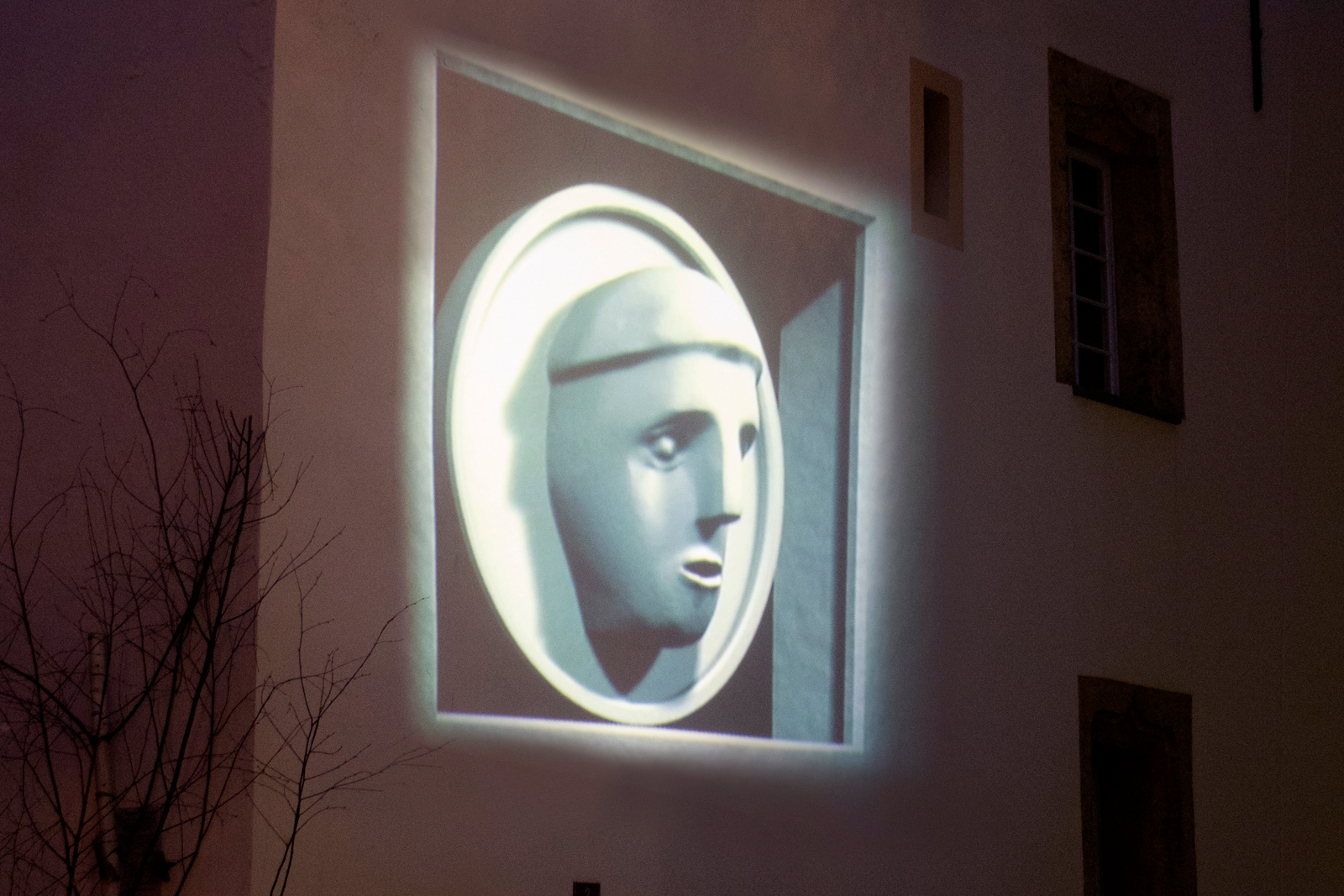
Anamorphose 3D (projection vidéo).
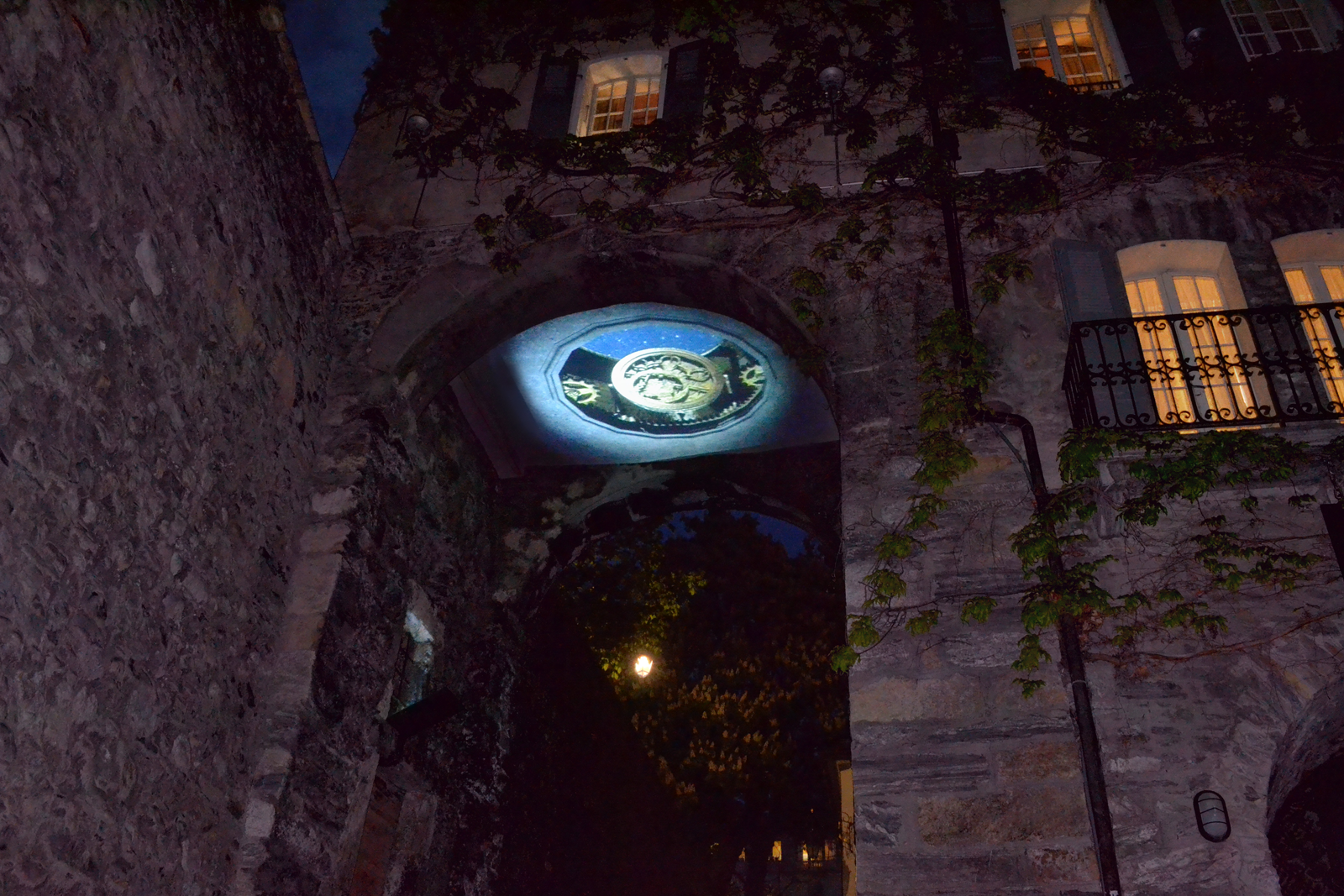
L'image est projetée à partir d'un mur latéral sous le porche et elle est ensuite réfléchie sur le plafond à l'aide d'un miroir.
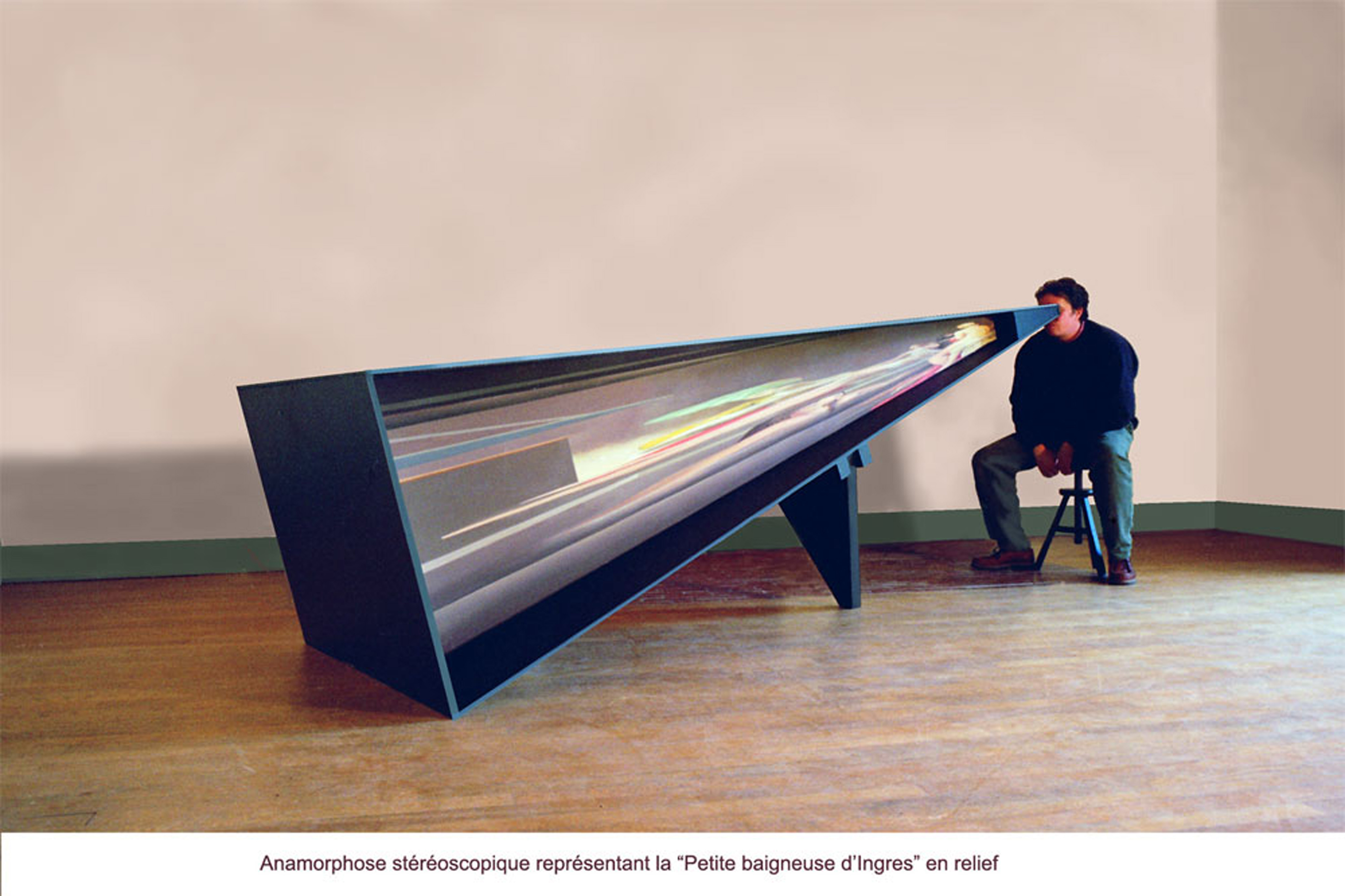
Anamorphose stéréoscopique créée par Dimitri Parant.
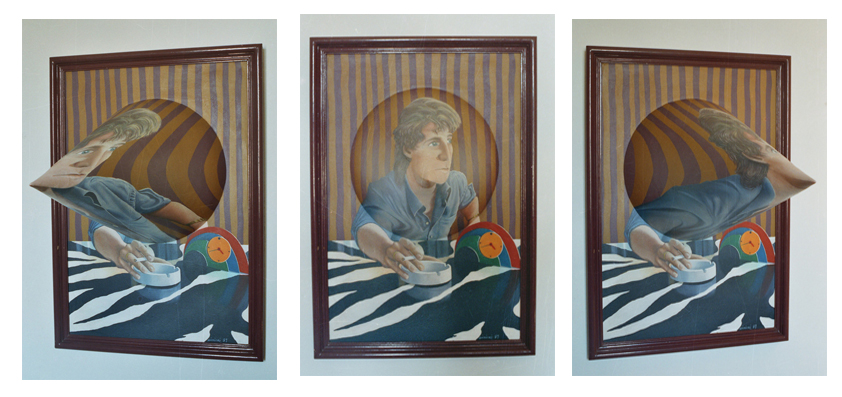
Anamorphose conique en art contemporain.

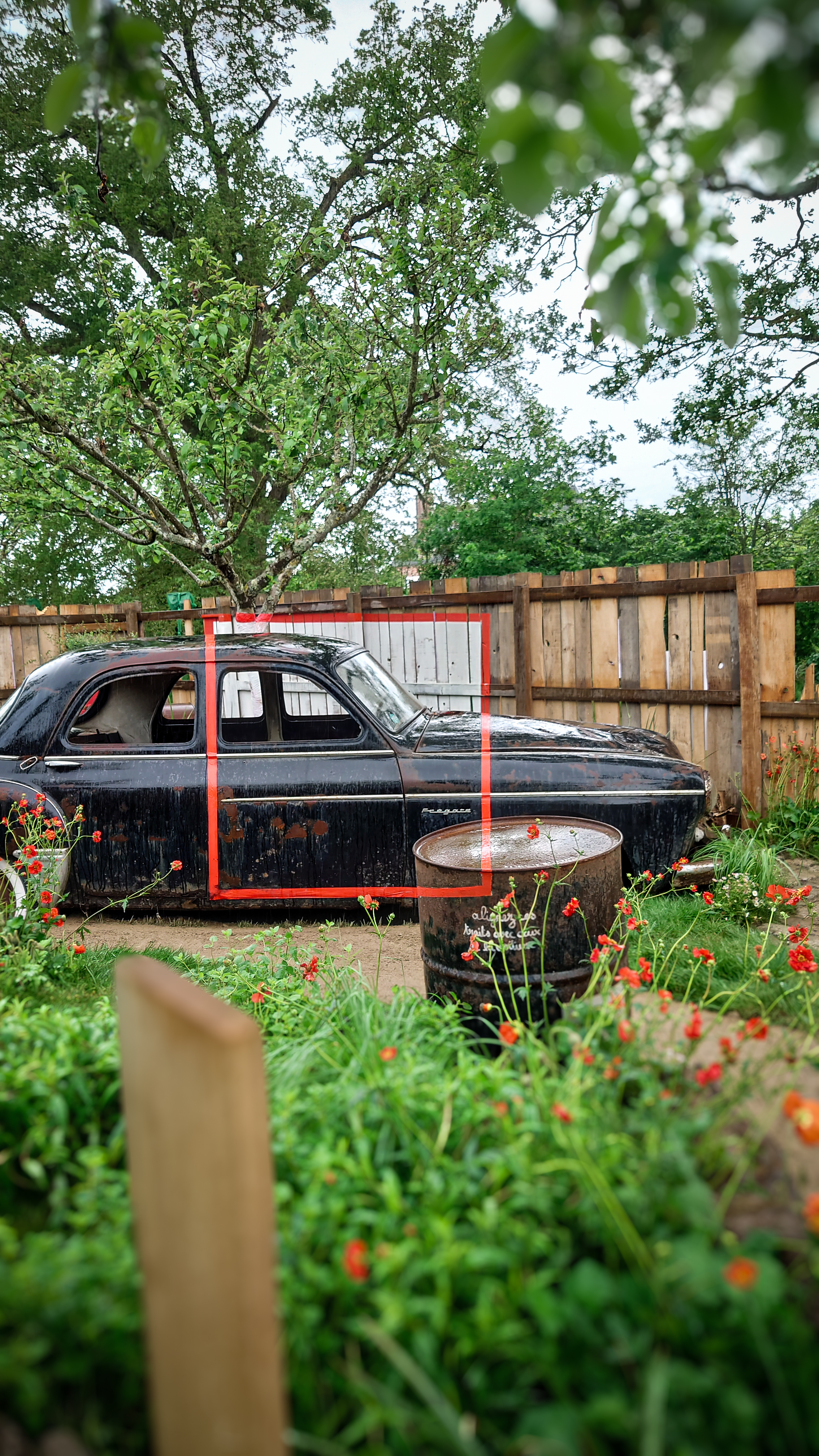
Anamorphose "Vague à l'âme", de son angle parfait - Floralies internationales 2024.

#### Anamorphose scénographie
C'est une application de la technique de l'anamorphose directement dans un espace scénographique. Cela signifie que l'image est déformée, et se révèle seulement sous un angle précis. Elle s'intègre à un décor, un mur, un sol, ou même un objet tridimensionnel. Elle permet d'inclure le spectateur à l'œuvre, en le faisant participer activement à la découverte de l'image, ou du message.
Ci-contre, aux Floralies internationales 2024, le jardin Vague à l'âme à utilisé ce principe. Il a remporté le Grand Prix d'Honneur 2024 de la Meilleure Présentation Française de cette édition. L'anamorphose, vise à faire passer le message de son œuvre : les jeux d'un autre temps. Pour ce faire, elle reconstitue un terrain vague des années 60. Le carré rouge, travaillé en anamorphose, représente le cadrage de "La voiture fondue" de Robert Doisneau. Par cette anamorphose, les auteurs recentrent le message au cœur de l'œuvre, telle une mise en abîme.

## Applications utilitaires

### Application militaire
L'anamorphose a été utilisée pour les périscopes des chars d'assaut dès la Première Guerre mondiale, afin d'augmenter l'angle de vue : l'image était « comprimée » par l'objectif du périscope, puis décompressée par l'oculaire, afin de réduire la taille du conduit — traversant le blindage — reliant l'objectif à l'oculaire.

### Application à la projection cinématographique et vidéo

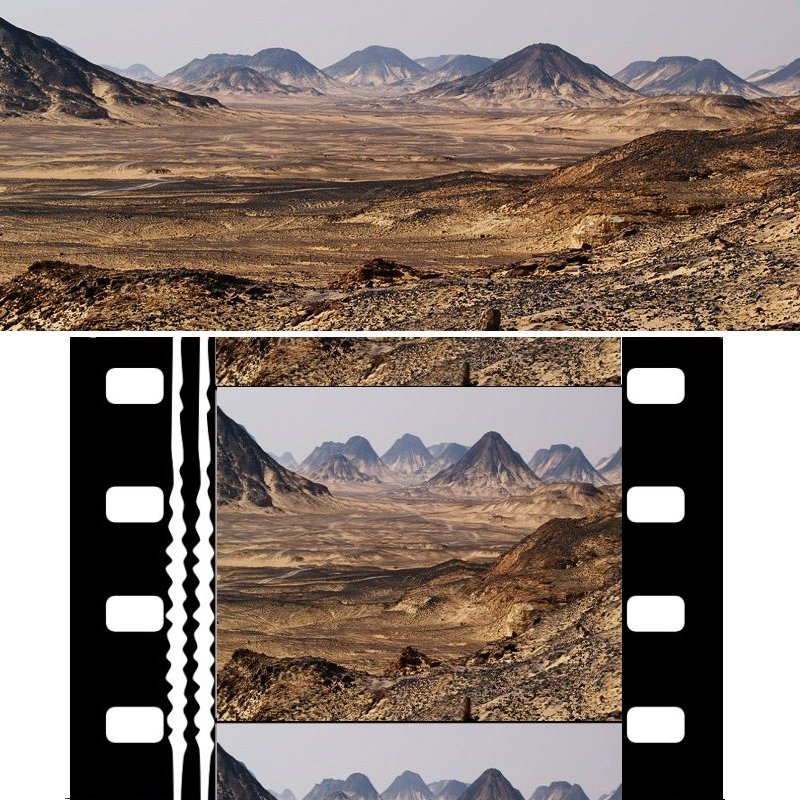
Image originale (haut) et photogramme anamorphosé sur une pellicule 35 mm (bas).

La projection cinématographique utilise en standard une pellicule de 35 mm de large. En raison des contraintes techniques — présence de perforations pour l'avance du film, d'une bande son optique, défilement normalisé à quatre perforations par image —, la taille du photogramme est limitée à 22 × 18 mm, ce qui représente une image ayant un rapport largeur sur hauteur de 1,22:1.
Or, une salle de projection est presque toujours plus large que haute ; si l'on veut avoir une image plus grande, pour avoir un « grand spectacle », il faut donc projeter une image plus large. Les formats de projection larges peuvent être obtenus en agrandissant davantage l'image projetée à l'écran après avoir réduit la hauteur de l'image sur la pellicule. Il est ainsi possible d'avoir une image ayant un rapport de 1,85:1, le photogramme faisant 22 × 11,90 mm, mais cette image est limitée par le grain de la pellicule : si l'image est trop grossie, il est obtenu une image de qualité médiocre.
Pour avoir une image plus large avec une bonne résolution, avec une pellicule 35 mm, il faut utiliser une anamorphose : l'image est comprimée dans le sens de la largeur sur la pellicule (soit à la prise de vue, soit lors du tirage) puis est décompressée à la projection. Le système le plus célèbre est le CinemaScope mis au point par Henri Chrétien ; le procédé Super Héraclorama mis au point par Jules Hourdiaux utilise aussi une anamorphose.

### Anamorphose en vidéo
Les formats 16/9 (1.77:1) et « CinémaScope » (2,35:1), en télévision non HD et DVD, mettent en œuvre le principe de l'anamorphose. Il s'agit d'une anamorphose électronique consistant à modifier le balayage pour comprimer horizontalement l'image au rapport largeur/hauteur du film pour une sortie au format 4/3 qui est le standard obligatoire de tout média non HD.
Aujourd'hui, elle n'est plus utilisée que dans les disques DVD, la TNT non HD étant abandonnée. L'anamorphose permet une définition maximale de l'image en hauteur. Si des « bandes noires » étaient présentes, elles constitueraient une perte non négligeable en qualité.
Par exemple, le 4/3 a pour résolution standard 720x576 pixels. S'il y avait présence de « bandes noires », en non anamorphosé et format 16/9, l'image réelle exploitable serait de 720x406 pixels, donc une perte de 170 pixels en hauteur.
Cette technique tend cependant à disparaître avec la standardisation de la télévision à haute définition qui n'est pas un format anamorphosé.

### Application en cartographie
Les anamorphoses sont utilisées en cartographie statistique pour montrer l'importance d'un phénomène donné : ce type de carte est couramment appelé un cartogramme. La carte ne représente alors plus la réalité géographique, mais la réalité du phénomène. Par exemple, une commune sera agrandie par rapport aux autres si elle contient plus de chômeurs que la moyenne des autres.
Des cartes en anamorphose sont également réalisées pour percevoir les effets des réseaux de transport, par exemple le réseau de transport ferroviaire en France. En effet, les moyens de transport déforment l'espace : géographiquement, Marseille est plus loin de Paris que Périgueux, mais puisqu'il est possible de se rendre plus rapidement à Marseille par la ligne rapide de TGV, cette dernière ville sera placée sur la carte plus proche de Paris. Ainsi, l'espace peut être différemment perçu en fonction la mobilité humaine.
Enfin, l'anamorphose peut servir à faire ressortir certains détails importants. Par exemple, pour les plans de ville ou les cartes routières, les voies (rues, routes, autoroutes) sont représentées plus larges qu'elles ne le seraient à l'échelle, alors que leur longueur est à l'échelle.

### Lisibilité selon l'angle de vue
L'anamorphose permet d'améliorer la lisibilité de messages ou symboles vus d'une certaine distance. Dans ce cas, la déformation optique subie par le motif représenté à cause de l'angle aigu sous lequel il est vu par le spectateur nuit à sa compréhension. Cet inconvénient peut être contourné grâce à l'anamorphose qui permet de rétablir des proportions optiques satisfaisantes pour la bonne perception du message.

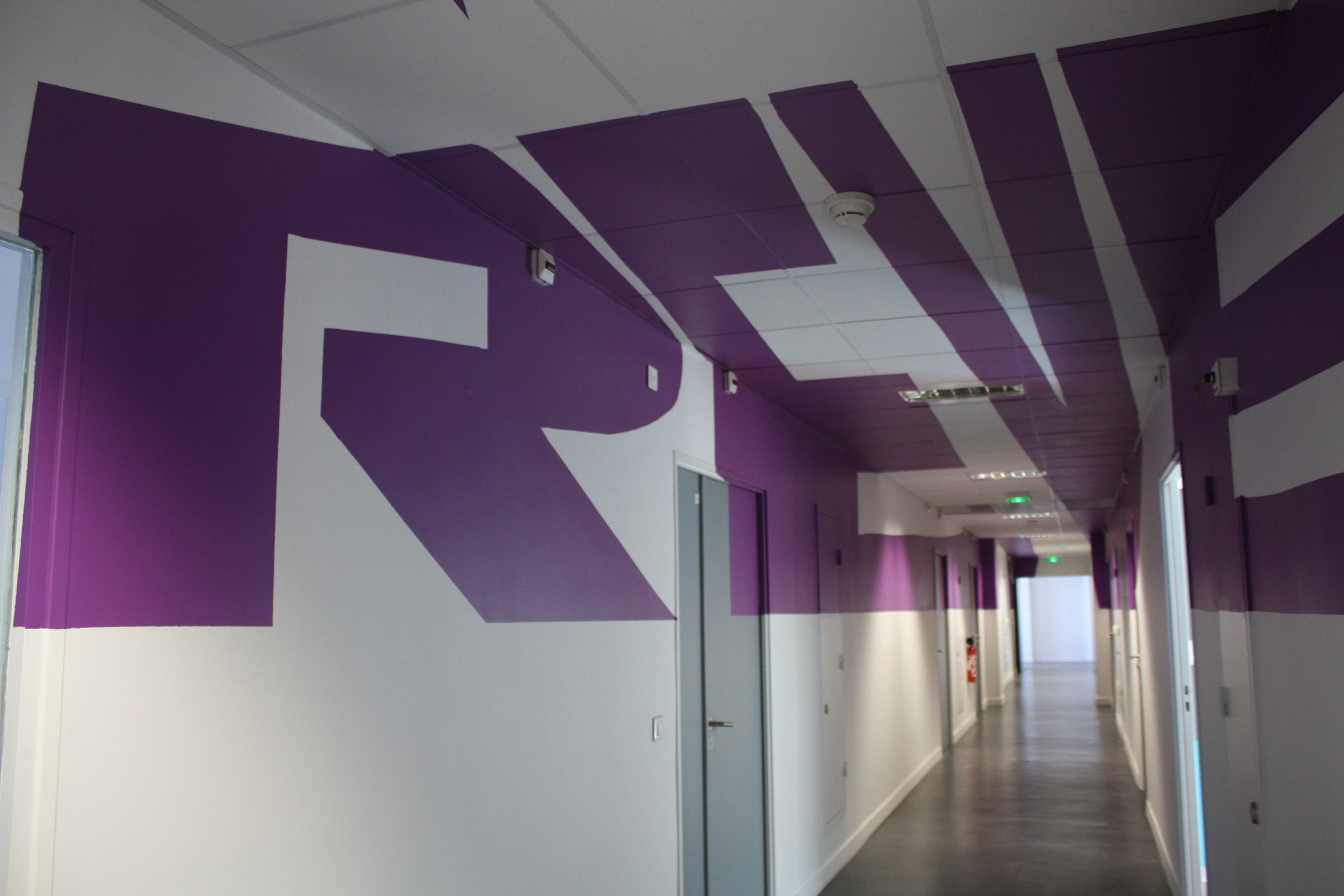
Anamorphose peinte dans le couloir d'un hôpital.
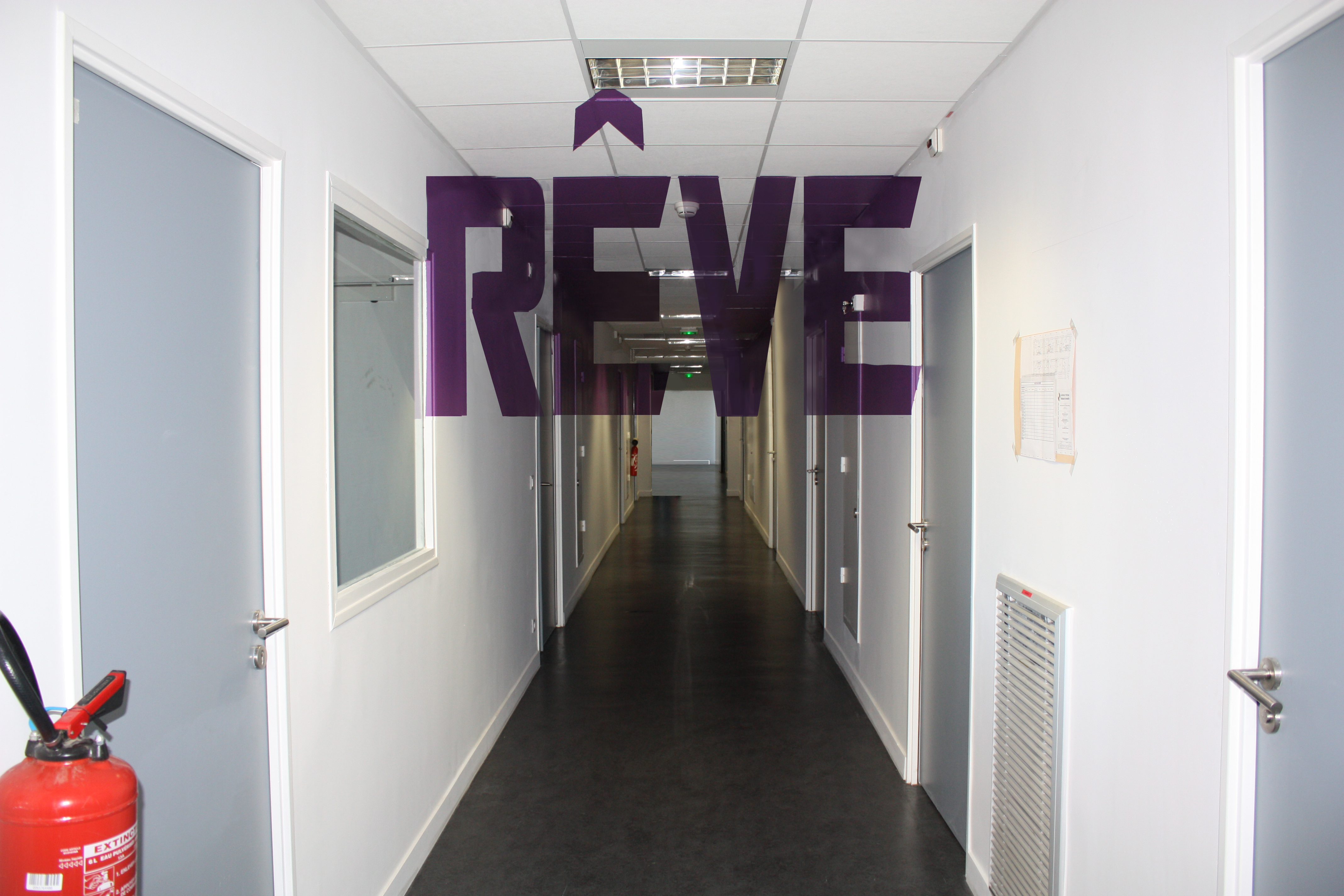
Effet visuel correspondant.

#### Publicité
Depuis les années 1990, les annonceurs exploitent l'aire de jeu de certains sports comme espace publicitaire. Le procédé est apparu aux États-Unis dans le cadre de sports utilisant des surfaces synthétiques (ex. : football américain) ou du parquet (ex. : basket-ball). Cette pratique a été transposée en Europe sur des sports utilisant des terrains gazonnés, en particulier au rugby, mais l'angle de prise de vue rasant des caméras retransmettant les matchs à la télévision déformait les logotypes et les faisait apparaître très allongés. Des anamorphoses ont donc été appliquées aux visuels des annonceurs de façon à s'afficher à l'écran de manière conforme à l'apparence d'origine du logotype.

#### Signalisation routière

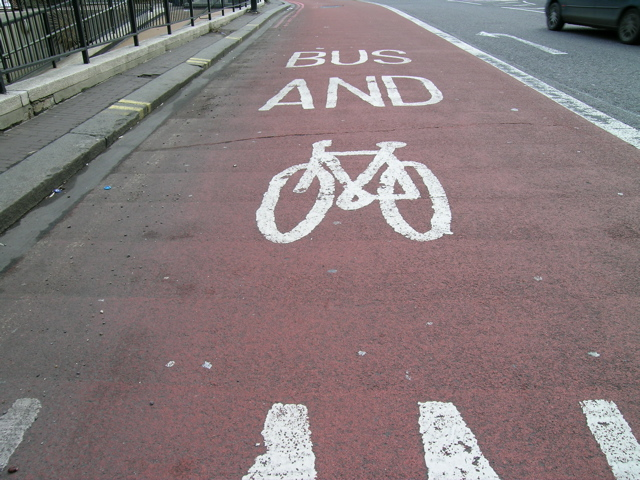
Anamorphose routière.

La signalisation routière peinte directement sur le sol fait également appel à ce procédé afin que les usagers de la route aient une vue non déformée d'une image ou d'un texte lorsqu'ils se situent à une certaine distance. Dans de nombreux pays, une anamorphose sert à indiquer une piste cyclable, par un vélo peint sur le sol et qui semble étiré en hauteur quand on le regarde du dessus.

### Emballages
Certains emballages sont imprimés par flexographie (sorte de tampon encreur, qui permet des impressions en plusieurs couleurs et de grandes dimensions, jusqu'à 1,3 m × ; 2 m, y compris sur des films minces comme des sacs plastiques). Le dessin sur la matrice doit être étiré dans le sens de défilement, donc anamorphosé.
De même, l'impression sur un support cylindrique, de type canette, ou de forme plus complexe, nécessite d'avoir un dessin anamorphosé sur la matrice.
Un certain nombre d'emballages sont des feuilles de polymère déformées (thermoformage, soufflage), par exemple pour donner des barquettes. Plutôt que coller une étiquette, qui complique le recyclage (adjonction de matériaux différents), il est possible d'imprimer un dessin anamorphosé sur la feuille plane, qui sera « remis en forme » par la déformation du matériau (par exemple, procédé Anamap de Kallisto ou procédé de Quadraxis).

### Prise de vue à180°
Si l'on utilise un miroir hémisphérique convexe, celui-ci reflète le demi-espace qui lui fait face. Si l'on filme ce miroir dans l'axe de son ouverture, on a alors une image déformée sur les bords.
On peut sélectionner une portion de cette image et la désanamorphoser pour obtenir une vision « plate ». En changeant la partie de l'image sur laquelle on travaille, on peut simuler un changement d'angle de vue, voire simuler un panoramique : la caméra reste en fixe que le miroir, seule change l'interprétation de l'image filmée.
On peut aussi, à partir de plusieurs photographies, recomposer une image globale à 180 ou 360° qui permettra de calculer une vue dans n'importe quelle direction (par exemple avec les logiciels PTMac et CubicConverter, le panoramique pouvant être visualisé avec QuickTime).

### Représentation graphique de détails d'échelles différentes

Représentation d'une pièce idéale (haut) et d'une pièce réelle dont les défauts de surface sont anamorphosés (bas).

Il est parfois utile de représenter sur un même dessin des détails d'échelle différente. On utilise alors l'anamorphose, à l'instar de l'échelle logarithmique.
Par exemple, lorsque l'on veut représenter des défauts de surface, on a intérêt à utiliser une échelle « humaine » (par exemple de 1:1 à 10:1) pour le profil général de la surface, et une échelle microscopique pour les défauts (par exemple 100:1 ou 1 000:1).

## Psychanalyse
Le psychanalyste Jacques Lacan commente largement l'anamorphose dans ses séminaires à propos du regard et de « la constitution du sujet et de son rapport à la vision », en se référant au tableau de Holbein, les Ambassadeurs.

« Comment se fait-il que personne n’ait jamais songé à y évoquer quelque chose qui ressemble à l’effet d’une érection.

[...] que voyez-vous qu’est cet objet, étrange, suspendu, oblique au premier plan en avant de ces deux personnages dont la valeur comme regard, je pense, vous est apparue à tous, ces deux personnages figés, raidis dans leur ornement monstrateur entre lesquels toute une série d’objets qui ne sont rien d’autre, que ces objets-là même qui dans la peinture de l’époque figurent, les symboles de la veritas. »

— Les quatre concepts fondamentaux de la psychanalyse, 1964.

## Enjeux philosophiques
L'anamorphose comprend divers enjeux philosophiques.
Tout d'abord, elle peut être utilisée dans le langage de la philosophie comme tropes, métaphores ou comparaisons. Le philosophe anglais John Locke utilise par exemple une métaphore de l'anamorphose cylindrique fonctionnant avec un miroir pour illustrer, entre autres, les théories de la perspective du XVIIe siècle.
Pour reprendre les mots de l'historien de l'art lituanien Jurgis Baltrušaitis, l'anamorphose est aussi le symbole de l'usage "dépravé" des lois conventionnelles de la perspective (dans "Les Perspectives Dépravées, Anamorphoses Ou Thaumaturgus opticus"). L'anamorphose manifeste un lien direct avec la géométrie de l'espace, qu'il soit réel ou abstrait. De par son étymologie, ana-morphé, "ce qui n'a pas de forme" (en se basant sur une étymologie plus précise "nouvelle forme"), l'anamorphose exige une participation sur le plan intellectuel et physique. Le spectateur interprète l'espace dans lequel il se situe en simultané avec la perspective de l'anamorphose. Le procédé est utilisé par les humanistes pour interroger la place de l'homme et du spectateur. Avec le tableau Les Ambassadeurs, la peinture transcende l'imaginaire de l'espace pictural qui était traditionnellement défini par une perspective cartésienne. L'artiste utilise son espace et ses codes pour transformer, et forcer le spectateur à envisager différemment la notion de l'espace.
Dans une optique plus contemporaine, l'anamorphose artistique s'applique aussi à l'ère de l'espace numérique. Le cyberespace prend pour référent les lois de l'espace physique. Cependant, il force le spectateur à envisager différemment les espaces virtuels de façon à être amené à une prise de conscience vis-à-vis de ceux-ci . L'anamorphose supprime la hiérarchie qui peut exister entre deux espaces.
L'anamorphose peut entrer en conflit avec certains principes de la théorie euclidienne et de la géométrie plane. Il n'est pas anodin que ce procédé soit un outil contemporain dans le domaine de l'espace virtuel.